# امروز
۲۲ اسفند ۱۴۰۳ خورشیدی
۱۲ مارس ۲۰۲۵ میلادی
اِمروز به روزی گفته می‌شود که زمان فعلی بخشی از آن است.
 
امروز چهارشنبه از روزهای هفته:
۲۲ اسفند (حوت) ۱۴۰۳ هجری شمسی برابر با
۱۲ مارس ۲۰۲۵ میلادی و مطابق
۱۲ رمضان ۱۴۴۶ قمری قراردادی
زمان فعلی
- ۱۸:۲۳ به وقت گرینویچ
- ۲۱:۵۳ به وقت رسمی ایران

امروز معمولاً به تمام مدت زمانی که بین نیمه‌شب گذشته و نیمه‌شب امشب قرار دارد گفته می‌شود. در بسیاری اوقات از امروز برای اشاره کردن به زمان روشن بودن زمین بر اثر تابش خورشید که بخشی از شبانه‌روز را تشکیل می‌دهد گفته می‌شود.